# Galenomys garleppi
Galenomys garleppi é uma espécie de roedor da família Cricetidae. É a única espécie do género Galenomys.
É encontrado no oeste da Bolívia, no sul do Peru e, possivelmente Chile em altitudes mais de 3.000m no Altiplano.